# دینار الجزایر
دینار الجزایر (به عربی: دینار جزائری) (به آمازیغی: ⴷⵉⵏⴰⵕ ⴰⴷⵣⴰⵢⵔⵉ) با کد ایزوی DZD، یکای پول رایج در کشور الجزایر است. مسئولیت کنترل این یکای پول بر عهدهٔ بانک الجزایر قرار دارد. هر دینار به ۱۰۰ سانتیم بخش می‌شود هرچند امروزه سانتیم به دلیل کم‌ارزشی به کار نمی‌رود.
دینار الجزایر در تاریخ ۱ آوریل ۱۹۶۴ فرانک الجزایر را جایگزین کرد.

## اسکناس‌ها
نخستین سری اسکناس‌های دینار در الجزایر در سال ۱۹۶۴ منتشر شد؛ این سری شامل اسکناس‌های ۵، ۱۰، ۵۰ و ۱۰۰ دیناری می‌شد. اسکناس‌های ۵۰۰ و ۱,۰۰۰ دیناری نیز به ترتیب در سال‌های ۱۹۷۰ و ۱۹۹۲ روانه بازار شدند.
| سری سوم   | سری سوم | سری سوم  | سری سوم             | سری سوم | سری سوم                                                                  | سری سوم                   | سری سوم   |
| نگاره     | نگاره   | بها      | رنگ                 | شرح | شرح                                                                      | تاریخ                     | تاریخ     |
| رو        | پشت     | بها      | رنگ                 | رو | پشت                                                                      | چاپ                       | انتشار    |
| --------- | ------- | -------- | ------------------- | --- | ------------------------------------------------------------------------ | ------------------------- | --------- |
|           |         | ۱۰ DA    | سبز                 | قطار مسافربری دیزلی | روستای کوهستانی                                                          | ۲ دسامبر ۱۹۸۳             |           |
|           |         | ۲۰ DA    | قرمز                | آمفورا و تاق قوسی | صنایع دستی و برج                                                         | ۲ ژانویه ۱۹۸۳             |           |
|           |         | ۵۰ DA    | سبز                 | چوپان و گله | کشاورزان و تراکتور                                                       | ۱ نوامبر ۱۹۷۷             |           |
|           |         | ۱۰۰ DA   | آبی                 | روستا و مناره | مردی با گیاهان کار می‌کند                                                 | ۱ نوامبر ۱۹۸۱ ۸ ژوئن ۱۹۸۲ |           |
|           |         | ۲۰۰ DA   | قهوه‌ای              | یادمان شهیدان در الجزیره | دانشگاه قسنطینه ۱ مونتوری، یکی از پل‌های قسنطینه                          | ۲۳ مارس ۱۹۸۳              |           |
| سری چهارم |         |          |                     | |                                                                          |                           |           |
|           |         | ۱۰۰ DA   | آبی                 | اسب‌سواران شمشیربه‌دست عرب، ناو | حمله به الجزایر (۱۷۷۵): پیروزی اسب‌سواران الجزایری بر اسپانیایی‌های متهاجم | ۲۱ مه ۱۹۹۲                | ۱۹۹۶      |
|           |         | ۲۰۰ DA   | قهوه‌ای مایل به قرمز | نمادها و نقش‌مایه‌های تزیینی قرآنی، مسجد، شاخه‌های زیتون و انجیر | مدرسه سنتی قرآنی و احکام اسلامی                                          | ۲۱ مه ۱۹۹۲                | ۱۹۹۶      |
|           |         | ۵۰۰ DA   | بنفش و صورتی        | نبرد فیل‌سواران نومیدیایی با رومیان متهاجم | جنگاوران رومی، آبشاری در شهر حمام دباغ در استان قالمه                    | ۲۱ مه ۱۹۹۲ ۱۰ ژوئن ۱۹۹۸   | ۱۹۹۶ ۲۰۰۰ |
|           |         | ۵۰۰ DA   | بنفش و صورتی        | کره زمین، نخستین ماهواره مخابراتی الجزایر | دیش ماهواره، نقشه الجزایر، پل                                            | ۱ نوامبر ۲۰۱۸             | ۲۰۱۸      |
|           |         | ۱,۰۰۰ DA | قرمز و قهوه‌ای       | گاومیش، نگاره‌های تاسیلی نجیر | نگاره‌های تاسیلی نجیر، رشته‌کوه هقار                                       | ۲۱ مه ۱۹۹۲ ۱۰ ژوئن ۱۹۹۸   | ۱۹۹۵ ۲۰۰۰ |
|           |         | ۱,۰۰۰ DA | آبی و قرمز          | مسجد جامع الجزیره | جولایی، قوری                                                             | ۱ دسامبر ۲۰۱۸             | ۲۰۱۸      |
|           |         | ۲,۰۰۰ DA | ارغوانی و سبز       | استاد دانشگاه در آمفی‌تئاتر به دانشجویان آموزش می‌دهد، ماهواره، دنا، سه پژوهشگر در آزمایشگاه با میکروسکوپ و بِشِر                                                                            | گندم، نخل، سد، ساختمان‌های شهری، درخت زیتون                               | ۲۴ ژانویه ۲۰۱۱            | ۲۰۱۱      |
|           |         | ۲,۰۰۰ DA | قرمز، آبی و سبز     | رهبران جبهه آزادی‌بخش میهنی: رابح بیطاط (۱۹۲۵–۲۰۰۰)، مصطفی بن بولعید (۱۹۱۷–۱۹۵۶)، دیدوش مراد (۱۹۲۷–۱۹۵۵)، محمد بوضیاف (۱۹۱۹–۱۹۹۲)، کریم بلقاسم (۱۹۲۲–۱۹۷۰)، و العربی بن مهیدی (۱۹۲۳–۱۹۵۷) | آرامگاه سلطنتی پادشاهان نومیدیایی در باتنه                               | ۵ ژوئیه ۲۰۲۰              | ۲۰۲۱      |

اسکناس ۱۰۰ دیناری در حال جایگزین شدن با سکه‌ای هم‌ارز خود است.

## کشورهای دیگر که دینار یکای پول آن‌ها است
| نام کشور      | یکای پول "دینار"                    |
| ------------- | ----------------------------------- |
| اردن          | دینار اردن                          |
| الجزایر       | دینار الجزایر                       |
| بحرین         | دینار بحرین                         |
| تونس          | دینار تونس                          |
| سودان         | دینار سودان                         |
| صربستان       | دینار صربستان                       |
| عراق          | دینار عراق                          |
| کویت          | دینار کویت                          |
| لیبی          | دینار لیبی                          |
| مقدونیه شمالی | دینار مقدونیه                       |
|               |                                     |
| ایران         | ریال ایران - به صد دینار بخش می‌گردد |